# Nicolas Malebranche
Nicolas Malebranche (ejtsd: 'malbrans'), (Párizs, 1638. augusztus 6. – Párizs, 1715. október 13.) francia oratoriánus szerzetes, filozófus.

## Élete
Filozófiát és teológiát tanult. Ezt követően, 1660-ban belépett a Jézus-oratórium kongregációjába, amelyet még Pierre de Bérulle (1575–1629) bíboros, René Descartes barátja, az egyházi tudományok fejlesztése érdekében alapított. Malebranche itt mélyedt el a karteziánus filozófiában, és kidolgozott egy Descartes gondolkodásából kiinduló, de végső soron attól eltávolodó filozófiai rendszert. Ezt fő művében [De la recherche de la vérité (Párizs, 1675; legjobb kiadás J. Bouillertől Párizs, 1880)] tette közzé. Malebranche szerint mindent, saját szellemünket és a kiterjedt testeket, eszméink által ismerjük meg, amelyek tudásunk őseredeti elemei. Az eszmék tárgya azonban a végtelen, az érzékfölötti, a változhatatlan, más szóval az Istenség; tehát Isten ismerete őseredeti eleme tudásunknak. Mindent Istenben és Isten által ismerünk meg. 
Művei 1712-ben 11 kötetben jelentek meg, később Simon L. adta ki 1859 és 1871 között négy kötetben.

## Magyarul megjelent művei
- Beszélgetések a metafizikáról és a vallásról; ford. Kékedi Bálint, Moldvay Tamás, Schmal Dániel; L'Harmattan–SZTE Filozófia Tanszék, Bp.–Szeged, 2007 (Rezonőr)
- Értekezés a természetről és a kegyelemről; ford., előszó, jegyz. Schmal Dániel; Gondolat, Bp., 2017 (Észlelet) ISBN 978 963 693 780 5

## Forrás
- A Pallas nagy lexikona. Szerk. Bokor József. Budapest: Arcanum – FolioNET. 1998.  ISBN 963 85923 2 X

```

```